# Gliese 673
Gliese 673 is een oranje dwerg met een spectraalklasse van K7.V in het sterrenbeeld Slangendrager. De ster met schijnbare magnitude 7,6 bevindt zich 25,16 lichtjaar van de zon.